# Delta förlag
Delta förlag grundades 1973 av Sam J. Lundwall och Gunnar Dahl. På Delta utgavs fram till slutet av 1980-talet drygt 200 SF-titlar i serien Delta science fiction, den största[källa behövs] satsning på science fiction som hittills förekommit i Sverige.
Bland författare som utgivits av Delta märks till exempel Robert A. Heinlein, Clifford D. Simak, Arthur C. Clarke, H. P. Lovecraft och Tanith Lee. Åren 1974–76 publicerade man fem romaner av Jules Verne. Förlaget utgav även en serie antologier med namnet Det hände i morgon.

## Källhänvisningar
1. ↑  "Svenske Jules Verne-Forlag". Jules-verne.dk. Läst 21 augusti 2014. (danska)